# Tito Pompônio Antistiano Funisulano Vetoniano
Tito Pompônio Antistiano Funisulano Vetoniano (em latim: Titus Pomponius Antistianus Funisulanus Vettonianus) foi um senador romano nomeado cônsul sufecto para o nundínio de maio a junho de 121 com Lúcio Pompônio Silvano. Ele é conhecido apenas através de inscrições.

## Família
O histórico familiar de Vetoniano é pouco conhecido. O historiador Bernard Rémy afirma que ele não é a mesma pessoa que Tito Pompônio Mamiliano Rufo Antistiano Funisulano Vetoniano, atestado como legado da Legio XX Valeria Victrix, mas concede que eles são parentes próximos. Além dos nomes similares, os dois são da mesma tribo (Galeria) Anthony Birley especula que o comandante legionário pode ser o pai do nosso Vettonianus. É claro também que os dois são de alguma forma aparentados do general flaviano Lúcio Funisulano Vetoniano, que, contudo, era de outra tribo (Aniensis). Além disto, nada mais se sabe sobre suas origens.

## Carreira
Antes de seu consulado, tudo o que se sabe sobre Vetoniano é que ele foi governador da província imperial da Lícia e Panfília, provavelmente entre 117 e 120. Depois disto, Vetoniano desapareceu do registro histórico.